# Arzaua
Arzaua (em hitita: Arzawa) era uma região não muito bem definida da Anatólia ocidental e, às vezes, por extensão, se usa também para referir-se à aliança (Assua) dos reinos da região (o maior dos quais se costuma chamar "Arzaua Menor"). Da cultura de Arzaua pouco se sabe,[carece de fontes?] exceto que a língua da corte era o lúvio, aparentado do hitita.

## Arqueologia
As descobertas desse povo começaram no final do século XIX. Em 1879 o pesquisador Archibald Sayce relacionou descobertas feitas em Magnésia com as de Iazilicaia (oeste e centro da atual Turquia) como sendo de uma mesma cultura pré-grega, e que estas seriam do "Império Hitita perdido".
A própria Arzaua só foi revelada, entretanto, em 1902, quando o estudante norueguês J. A. Knudtzon encontrou no Egito cartas dos faraós Amenófis III e seu filho, Aquenáton, escritas num idioma até então desconhecido, que levaram-no a identificar a família linguística dos textos como sendo indo-europeias e o nome do reino a que se dirigia, sendo vertido este, então, para arzauano.
Num primeiro momento, as descobertas arqueológicas se dirigiram para as descobertas sobre o povo hitita, que era referido assim na Bíblia, e pouco interesse houve na descoberta de Arzaua, a tal ponto que mesmo hoje nenhum local importante tenha sido identificado. Apesar disto, referências a Arzaua foram encontradas, quer em novos textos descobertos, quer na revisão da tradução de alguns antigos, especialmente o que fala de Ramessés III e os povos do mar, de 1850.
Sua capital pode ter sido Zipasla — um lugar próximo a Magnésia — ou mesmo Éfeso, cuja semelhança gráfica antiga com Apasas, local arzauano, é aventada.[carece de fontes?]

## Histórico
As confederações dos reinos de Arzaua foram um problema constante para os hititas, que tiveram que intervir em numerosas ocasiões para repelir invasões de seu próprio território ou para assegurar que seus vassalos não fossem expulsos da região. O momento apicial de Arzaua ocorreu durante o reinado de Tarundaradu (primeira metade do século XIV a.C.), contemporâneo dos reis hititas Arnuanda I e Tudália II: a debilidade hitita durante o final do governo de Arnuanda colocou Tarundaradu em posição que poderia reclamar a hegemonia sobre a Anatólia, até ao ponto em que Amenófis III, faraó da XVIII dinastia egípcia, firmou um pacto com ele. Entretanto, Tudália II conseguiu recuperar o poderio hitita, e seus sucessores Supiluliuma I e Mursil II, impuseram seu controle sobre toda Arzaua.[carece de fontes?]
Apesar de contínuas rebeliões, Arzaua permaneceu sob o domínio hitita até o desaparecimento destes (1 200 a.C., aproximadamente), momento no qual surgiram diversas monarquias distintas de cultura hitita em Arzaua, que posteriormente dariam lugar ao Reino da Lídia.[carece de fontes?]